# Операция «Колесницы Гидеона»
Операция «Колесницы Гидеона» (ивр. מבצע מרכבות גדעון‎) — военная операция Армии обороны Израиля, начавшаяся 16 мая 2025 года в рамках продолжающихся боевых действий в секторе Газа во время Войны железных мечей.

## Предыстория
После бойни 7 октября 2023 года Армия обороны Израиля вела боевые действия в секторе Газа примерно 500 дней. 19 января 2025 года вступило в силу соглашение о прекращении огня между ХАМАС и Израилем, в соответствии с которым ХАМАС освободил часть заложников, а силы Армии обороны Израиля вывели из большей части сектора Газа. 18 марта возобновились столкновения с ХАМАС, и началась операция «Мужество и меч», в ходе которой Армия обороны Израиля атаковала и ликвидировала ряд высокопоставленных правительственных чиновников ХАМАС с воздуха, а также провела наземные учения в нескольких местах и создала новый путь отсечения в сектор Газа между Рафахом и Хан-Юнисом — ось Мораг . В ходе операции «Мужество и меч» погибли 5 бойцов ЦАХАЛа и один боец ЯМАС, а с другой стороны погибло более 2700 палестинцев.
Операция «Колесницы Гидеона» планировалась на фоне продолжающегося удержания израильских заложников в секторе Газа и необходимости предотвращения сохраняющейся угрозы безопасности для территорий, окружающих Газу.

## Планирование и подготовка к операции
Перед началом операции высшему командованию Южного военного округа был отдан приказ о проведении операции со следующими целями:
- Разгром ХАМАС,
- оперативный контроль над территорией и ее разделение
- нанесение ущерба целям правительства ХАМАС
- концентрация и мобилизация населения и возвращение заложников

Операция была задумана как упреждающая и контролируемая эскалация в соответствии с планом Армии обороны Израиля, одобренным Кабинетом политической безопасности.
В начале мая Генеральный штаб Армии обороны Израиля утвердил план операции, началась мобилизация резервистов.

### Эвакуация гражданского населения
Центральным компонентом плана является масштабная эвакуация гражданского населения из густонаселенных районов боевых действий в гуманитарные районы. Целью этой части операции является создание оперативной дифференциации между гражданскими лицами и террористами ХАМАС , тем самым снижая уязвимость гражданских лиц и предоставляя большую свободу действий силам ЦАХАЛа. Для проведения эвакуации планировалось создать на северо-западе Рафаха специальную гуманитарную зону.

### Вопрос гуманитарной помощи
После завершения эвакуации в Рафахе, в районе между осью Мораг и осью Филадельфия, под полным контролем Израиля, будет реализована программа гуманитарной помощи . Жителям будет разрешено войти только после проверки безопасности, которая призвана предотвратить проникновение боевиков ХАМАС. Для централизации всей гуманитарной помощи будут созданы три распределительных центра. Распределение будет осуществляться только в них, чтобы стимулировать эвакуацию на юг. Одному представителю от каждой семьи будет разрешено получать около 70 килограммов продовольствия в неделю. Управление выдачей гуманитарной помощи будет осуществляться посредством систематической регистрации, которую будут проводить международные ассоциации и частные американские компании, с целью обеспечения того, чтобы помощь не была перехвачена ХАМАСом.

## Ход операции
16 мая 2025 года Армия обороны Израиля начала масштабные бомбардировки и авиаудары по боевикам ХАМАСа, а также мобилизовала силы для захвата контролируемых территорий в секторе Газа, начав тем самым операцию «Колесницы Гидеона».

### Манёвр в центре сектора Газа
Утром силы начали манёвр в направлении Дейр-эль-Балаха, одновременно производился усиленный артиллерийский огонь по этому району. Силы прибыли в этот район в полдень по улице Саладина. В манёврах принимают участие пять дивизий.

### Маневр в Хан-Юнисе
Утром 19 мая спецназ вошел в район «Аль-Акад» в центральной части города Хан-Юнис и попытался арестовать Ахмеда Сархана, офицера по специальным операциям в комитетах народного сопротивления, и его семью, имевшую тесные связи с организацией ХАМАС. В ходе операции Ахмед был убит, но его семью вывезли за пределы Сектора для допроса. Несколько часов спустя Армия обороны Израиля призвала жителей Хан-Юниса покинуть район в рамках подготовки к манёвру.

### Гуманитарная помощь
В начале операции премьер-министр Израиля Биньямин Нетаньяху принял решение о доставке гуманитарной помощи в сектор Газа, и 19 мая первые пять грузовиков с гуманитарной помощью въехали в сектор Газа с территории Израиля через контрольно-пропускной пункт Керем-Шалом.